# Paratrichius hajeki
Paratrichius hajeki är en skalbaggsart som beskrevs av Krajcik 2010. Paratrichius hajeki ingår i släktet Paratrichius och familjen Cetoniidae. Inga underarter finns listade i Catalogue of Life.